# Dendrobium aurantiiflammeum
Dendrobium aurantiiflammeum là một loài thực vật có hoa trong họ Lan. Loài này được J.J.Wood mô tả khoa học đầu tiên năm 1998.